# 香港政黨列表
香港政黨可依照政治主張的不同分為5大類：建制派、修憲派、民主派、本土派及中間派。
因為香港並無參政團體以爭取執政為長遠目標，所以“政黨”一詞在香港很多時也包括主要知名的參選政治團體，與此詞一般的語意有所不同。
香港的政黨立場，在一定程度上並沒有像其他國家或地區般左中右派旗幟鮮明，加上由於香港現時並沒有政黨法，故正式來說難以界定何為政黨。下面列出較知名，或有現任成員為立法會及或區議會議員的團體。準確點說，香港的「政黨」其實都只是根據《香港公司條例》或《社團條例》登記，所以香港存在的「政黨」在法律上的地位都是「公司」或「社團」。支聯會可能是第一個根據《公司條例》註冊成立的政治組織，此後的香港政黨大多按這個方法成立。
香港政黨的資金來源來自（但不限於）市民募捐、議員薪金、在年宵市場出售物品、出版業務。由於政黨一般註冊為「公司」，可名正言順做生意，2000年代初港府曾經研究有否需要訂立政黨法，為黨營企業作出規範。香港中文大學政治與行政學系高級導師蔡子強認為香港有需要盡快制訂政黨法，因為政黨以公司法、社團方式註冊都有漏洞，黨員身份可能曝光。前立法局議員陸恭蕙曾促請政府盡快制訂政黨法，但被當局以「沒有需要」為由拒絕。

## 拥有立法会议席的政党

### 建制派
建制派由工會和社團、工業界和商界（工商派）、新界鄉事勢力（鄉事派）組成，政治立場各有不同，由左至右皆有，共同點是支持中央政府及香港特區政府，為中央及特區政府大部分政策護航，被視為執政聯盟。
傳統親共政黨
| 派別                      | 政黨     | 政黨             | 主席     | 會長   | 理事長 | 副主席 | 黨魁   | 現時擁有的立法會議席 |
| ------------------------- | -------- | ---------------- | -------- | ------ | ------ | ------ | ------ | -------------------- |
| 香港親共團體 （左派背景） |          | 民建聯           | 陳克勤   | 不設   | 不設   | 周浩鼎 | 不 設  | 19席                 |
| 香港親共團體 （左派背景） | 陳學鋒   | 民建聯           | 陳克勤   | 不設   | 不設   |        | 不 設  | 19席                 |
| 香港親共團體 （左派背景） | 陳勇     | 民建聯           | 陳克勤   | 不設   | 不設   |        | 不 設  | 19席                 |
| 香港親共團體 （左派背景） | 葛珮帆   | 民建聯           | 陳克勤   | 不設   | 不設   |        | 不 設  | 19席                 |
| 香港親共團體 （左派背景） | 陳恒鑌   | 民建聯           | 陳克勤   | 不設   | 不設   |        | 不 設  | 19席                 |
| 香港親共團體 （左派背景） |          | 工聯會           | 不設     | 吳秋北 | 黃國   | 不設   | 不 設  | 7席                  |
| 香港親共團體 （左派背景） |          | 新界社團聯會     | 不設     | 陳勇   | 譚鎮國 | 不設   | 不 設  | 4席                  |
| 香港親共團體 （左派背景） |          | 港九勞工社團聯會 | 林振昇   | 不設   | 不設   | 譚金蓮 | 不 設  | 2席                  |
| 香港親共團體 （左派背景） | 陳萬聯應 | 港九勞工社團聯會 | 林振昇   | 不設   | 不設   |        | 不 設  | 2席                  |
| 香港親共團體 （左派背景） | 儲漢松   | 港九勞工社團聯會 | 林振昇   | 不設   | 不設   |        | 不 設  | 2席                  |
| 香港親共團體 （左派背景） | 譚志聰   | 港九勞工社團聯會 | 林振昇   | 不設   | 不設   |        | 不 設  | 2席                  |
| 香港親共團體 （左派背景） | 詹勳澤   | 港九勞工社團聯會 | 林振昇   | 不設   | 不設   |        | 不 設  | 2席                  |
| 商界（保守派）            |          | 經民聯           | 盧偉國   | 不設   | 不設   | 劉業強 | 不 設  | 9席                  |
| 商界（保守派）            | 吳永嘉   | 經民聯           | 盧偉國   | 不設   | 不設   |        | 不 設  | 9席                  |
| 商界（保守派）            | 林健鋒   | 經民聯           | 盧偉國   | 不設   | 不設   |        | 不 設  | 9席                  |
| 商界（保守派）            | 梁美芬   | 經民聯           | 盧偉國   | 不設   | 不設   |        | 不 設  | 9席                  |
| 商界（保守派）            |          | 自由黨           | 邵家輝   | 不設   | 不設   | 李鎮強 | 張宇人 | 4席                  |
| 商界（保守派）            | 胡漢清   | 自由黨           | 邵家輝   | 不設   | 不設   |        | 張宇人 | 4席                  |
| 商界（保守派）            | 陳曉峰   | 自由黨           | 邵家輝   | 不設   | 不設   |        | 張宇人 | 4席                  |
| 商界（保守派）            |          | 新民黨           | 葉劉淑儀 | 不設   | 不設   | 黎棟國 | 不設   | 6席                  |
| 商界（保守派）            | 容海恩   | 新民黨           | 葉劉淑儀 | 不設   | 不設   |        | 不設   | 6席                  |
| 商界（保守派）            | 潘國山   | 新民黨           | 葉劉淑儀 | 不設   | 不設   |        | 不設   | 6席                  |
| 商界（保守派）            | 韓世灝   | 新民黨           | 葉劉淑儀 | 不設   | 不設   |        | 不設   | 6席                  |
| 商界（保守派）            |          | 新世紀論壇       | 不設     | 不設   | 不設   | 馬逢國 | 不設   | 1席                  |

## 其它活躍政治組織

### 民主派
民主派各政黨立場有別，但普遍主張在香港推動普遍選舉等民主化進程。親共傳媒稱之為反對派。政治立場涵蓋中間偏左至左翼。
傳統泛民主派政黨可分為溫和民主派和激進民主派。在雨傘革命後，出現自決派。
2020年港區國安法立法後，泛民主派活動已經大幅減少，並且失去所有大部份民選公職。

#### 泛民會議友好
| 派別       | 政黨 | 政黨               | 主席/會長 | 副主席/副會長 | 黨魁 | 召集人 |
| ---------- | ---- | ------------------ | --------- | ------------- | ---- | ------ |
| 溫和民主派 |      | 民主黨             | 羅健熙    | 莫建成        | 不設 | 不設   |
| 溫和民主派 |      | 香港民主民生協進會 | 廖成利    | 李庭豐        | 不設 | 不設   |

- 香港專上學生聯會
- 公共專業聯盟
- 香港人權監察[3]
- 专业议政
- 選民力量（人民力量的一部份）
- 進步民主連線
- 新退党同盟
- 前綫
- 西環飛躍動力
- 將軍澳民生關注組
- 灣仔好日誌
- 香港民主宣傳小組
- 保釣行動委員會
- 保護海港協會
- 南方民主同盟
- 香港民主促進會
- 維園衝鋒
- 進步會師
- 園境願景
- 思政築覺
- 規言劃政
- 專業。民主。起動[4]
- 藝界起動
- 前線科技人員[5]
- 保險起動
- IT-Voice
- 護士政改關注組
- 放射良心
- 量心思政
- 青年重奪未來
- 大專政改關注組
- 莅地基督徒
- 捍衛基層住屋權益聯盟
- 新力量網絡
- 香港人權聯委會

#### 左翼民主派
- 四五行动
- 社会主义行动
- 中国革命共产党
- 先驱社
- 左翼21

#### 自決派
- 觀 觀塘願景
- 紅土家
- 立言香港

#### 親台團體
- 港九工團聯合總會
- 神州青年服務社

### 本土派
本土派部分政黨被中國當局和親共傳媒歸類為港獨人士，或港獨派、反對派、抗爭派，但事實上本土派各政團對香港前途的立場各有不同，它們不一定支持港獨。

#### 社區組織
- 社區網絡聯盟
  - 沙田社區網絡
  - 天水圍社區發展網絡
  - 藍田社區網絡
- 南區社區網絡
- 旺角人旺角事
- 紅磡人紅磡事
- 葵青連結動力
- 荃灣社區網絡
- 荃灣民生動力
- 元朗區議會作戰小組
- 將軍澳青年力量
- 將軍澳本土網絡
- 埔向晴天
- 北區動源

#### 制憲派
- 普羅政治學苑

#### 港獨派
- 我是香港人連線
- 香港人主場
- 勇武前綫
- 香港民族獨立
- 香港民主建國聯盟 [6]

#### 歸英派
- 保守黨
- 香港歸英獨立聯盟

#### 其他
- 北區水貨客關注組
- 月光抗爭支援
- 鍵盤戰線
- 八十後浪
- 本土公民
- 正義行動
- 真心愛國愛黨聯盟
- 調理農務蘭花系
- 香港國家社會主義工人黨

### 中間派
- 民主思路
- 新思維
- 全民在野党

### 修憲派
- 香港復興會
- 香港市民黨

### 建制派

#### 傳統建制派
- 九龍社團聯會
- 香港島各界聯合會
- 公屋聯會
- 香港公民協會
- 公民力量
- 創建力量（有立法会议员联系，未申报）
- 專業動力
- 香港華人革新協會
- 香港中華總商會
- 香港中華廠商聯合會
- 香港總商會
- 香港工業總會
- 香港教育工作者聯會
- 新進步聯盟
- 獅子山學會
- 亞洲黨
- 工商專業聯會
- 新青年論壇
- 社區18
- 香港三十會
- 城鄉居民共和協會
- 民生圓桌

#### 激進建制派
- 愛護香港力量
- 愛港之聲
- 保衛香港運動
- 幫幫香港出聲行動
- 香港政研會
- 香港青年關愛協會
- 正義聯盟
- 撐警大聯盟
- 新界關注大聯盟（有立法会议员联系，未申报）
- 香港本土力量
- 保障民生建設聯盟

## 其他不活躍政治组织

### 民主派
- 工黨
- 街坊工友服務處
- 人民力量
- 香港本土
- 南區萬事屋
- 民主救港力量
- 公民起動
- 七一人民批
- 七一連線
- 爭取民主政制大聯盟
- 蟻聯
- 民主2000聯盟
- 民主民權網絡

### 本土派
- 本土民主前線
- 青 青年新政
- 天水圍民生關注平台
- 天水連線
- 學生歷量

### 建制派
- 紫荊黨
- 民主公義派
- 香港中外聯盟
- 港人協會

## 已消亡的政治组织
以下政黨因為合併、解散或其它原因而不再存在。

### 民主派

#### 傳統民主派
- 香港民主同盟
- 匯點
- 社會民主論壇
- 民權黨
- 前綫 (1996年)
- 四十五条关注组
- 民主進步黨
- 社工复兴运动
- ND 新民主同盟
- 杏林覺醒
- 法政匯思
- 進步教師同盟
- 精算思政
- 思言財雋
- 良心理政
- 香港教育專業人員協會
- 維多利亞社區協會
- 社區前進
- 北炮同盟
- 民間人權陣線
- 民主動力
- 香港市民支援愛國民主運動聯合會
- 香港職工會聯盟
- 公民黨
- 社會民主連線

#### 自決派
- 學民思潮
- 香港众志
- 朱凱廸新西團隊
- 小麗民主教室
- 土地正义联盟

#### 亲台团体
- 一二三民主聯盟
- 民主陣線

#### 托派
- 中国国际主义工人党
- 革命国际主义同盟
- 复醒社
- 革命马克思主义者同盟 (1975年)
- 革命马克思主义者同盟
- 中国无产者协会

### 本土派

#### 社區組織
- 香港本土力量 (2011年)
- 香港民主自治黨
- 聯合國香港協會
- 港人自決、藍色起義
- 本土學生新政
- 灣仔起步
- 慈雲山建設力量
- 屯門社區關注組
- 長沙灣社區發展力量
- 屯門社區網絡
- 東九龍社區關注組
- 香港獨立黨

#### 港獨派
- 香港民族黨（已被香港政府禁止運作）
- 學生動源
- 學生獨立聯盟
- 香港獨立聯盟
- 香港民族陣綫

### 修憲派
- 熱血公民

### 建制派
- 香港励进会
- 啟聯資源中心
- 專業會議
- 香港自由民主聯會
- 香港協進聯盟
- 新香港聯盟
- 穩定香港協會
- 经济动力
- 香港革新會